# Débora Campos
Débora Campos Vázquez ( n. Buenos Aires, 1973) es una periodista y profesora argentina de expresión gallega.

## Trayectoria
Nació en Buenos Aires, Argentina, hija de inmigrantes gallegos, habiendo cursado una licenciatura en Ciencias de la Comunicación en la Universidad de Buenos Aires y estudiado en Taller Escuela Agencia (TEA). Trabajó como periodista en medios como Clarín, El Día, Página/12, Vieiros y Radio Galega.
Es profesora de periodismo en la UBA y es dinamizadora de actividades culturales gallegas en Buenos Aires, como por ejemplo coordinar junto a Andrea Cobas Carral el "Ciclo de Literatura Gallega" "Lectores gallegos en Bos Aires", desarrollado en el Café Tortoni hasta 2012 y en el Centro Cultural de España en Buenos Aires (CCEBA) y en la Biblioteca Gallega de Buenos Aires en la actualidad.

## Honores
- De 2009 a 2012: Miembro del Ejecutivo de la Asociación Internacional de Estudios Gallegos[7]

- De 2012 a 2015: Presidenta de la Asociación Internacional de Estudios Gallegos[8][9]

- 25 de marzo de 2011: elegida académica correspondiente de la Real Academia Gallega[10][11]